# Kameraman

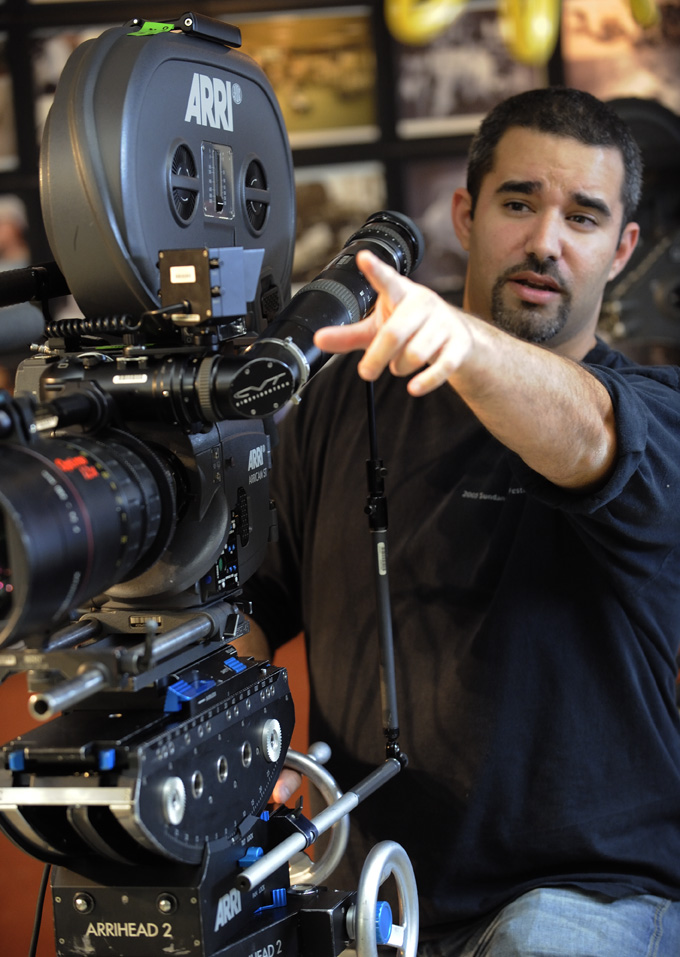
Kameraman v akci

Kameraman je ve filmové a televizní tvorbě člověk vykonávající profesi spadající do hlavního tvůrčího a organizačního pracovního-výrobního štábu.
Podstatou jeho práce je natáčet film nebo jiné audiovizuální dílo a dát vznikajícímu filmu (televiznímu filmu/hře) určitou vizuální podobu, způsobem volby předmětů jednotlivých záběrů, svícením, použitím filtrů apod. navodit pro každou část filmu chtěnou atmosféru, atd. V přípravných fázích může částečně mluvit do obsazení (castingu) filmu. Ve fázi výrobní na kameramanovi zcela závisí výběr typu filmového materiálu, typ svícení, použití objektivů, filtrů a jiných pomůcek při natáčení, ovlivňujících celkový obraz. Po fázi natáčení může zasahovat do způsobu vyvolání v laboratořích (pokud se má lišit od standardního), v postprodukční fázi určuje barevné korekce výsledné obrazové filmové kopie.
Ve výrobním štábu kameraman spolupracuje s režisérem a vytváří s ním celkovou výtvarnou podobu díla.
Kameraman samotný je současně vedoucí tzv. dílčího štábu kameramana, do kterého patří asistent kameramana, asistent kamery, vrchní osvětlovač a tzv. služba u kamery.
Kameraman se tvorby filmu (televizního filmu nebo hry apod.) účastní od prvního dne přípravných prací do schválení posledních denních prací. U filmu navíc sám vytváří nebo jen dohlíží na barevné korekce.